# SN 2006qn
SN 2006qn – supernowa typu II odkryta 29 listopada 2006 roku w galaktyce UGC 4022. W momencie odkrycia miała maksymalną jasność 17,90m.